# Rien Djamain
Rien Djamain (ur. 18 kwietnia 1956 w Ujungpandang) – indonezyjska piosenkarka, wokalistka jazzowa.

## Życiorys
Pochodzi z rodziny o tradycjach muzycznych. Początkowo rozwijała się muzycznie jako samouk, wraz z siostrą ucząc się śpiewu. Z jazzem zapoznali ją muzycy Jack Lesmana, Nien Lesmana, Mas Yos. Jako wokalistka jazzowa zadebiutowała w programie Nada & Improvisasi na antenie TVRI Jakarta. W 1976 roku, wraz z Jackiem Lesmaną, nagrała swój pierwszy album – Api Asmara, który stał się dość dużym sukcesem. Drugi spośród jej albumów – Air Mata – wyszedł w 1978 roku, natomiast w 1979 roku został wydany kolejny jej album pt. Tuan dan Kami.
Przez redakcję serwisu informacyjnego Liputan6.com została określona mianem „jednej z legend pop-jazzu w Indonezji”. Indonezyjskie wydanie magazynu „Rolling Stone” umieściło jej utwór „Api Asmara” na pozycji 78. w zestawieniu 150 indonezyjskich utworów wszech czasów.

## Dyskografia
- Album Bossas, wytwórnia Granada Records
  - Maafkan Daku
  - Kekasih
  - Api Asmara
  - Tersiksa Lagi
  - Pesanku
  - Andaikan
  - Tak Ingin Sendiri
  - Ku Hanya Cinta Padamu
  - Senja di Batas Kota
  - Lagu Kesayangan
  - Kasih di Antara Kita
  - Tiada Seindah Hari Ini
  - Berikan Daku Harapan
- Album Kucoba lagi, wytwórnia Granada Record
  - Cinta dan Tradisi
  - Saat Rembulan Menghilang
  - Kriteria Cinta
  - Hati Seorang Kekasih
  - Yang
  - Kehidupan
  - Lagu Cinta
  - Khayalan Hampa
  - Pagi Cerah
  - Bila Cinta Berbunga Rindu
- Album Tuan dan Kami (1976/1979), wytwórnia Hidayat Records; wyd. ponow. 2008
- Album Jack Lesmana Combo & Rien Djamain, wytwórnia Pramaqua
  - Telah Berlalu
  - Masa yang Indah
  - Bahagia Bukan Milikku
  - Yang Ditunggu
  - Bila Hujan Turun
  - Esok Hari yang Pertama
  - Kau
  - Bintang dan Bunga
  - Lestari
  - Takkan Terulang Lagi
  - Senyumanmu
  - Sumbang Kasihku
  - Setangkai Bunga
- Rumah Hati (2009), wytwórnia Platinum Records
- My Love Songs (2015)